# Şahinler Holding
Die Şahinler Holding ist die Holdinggesellschaft des türkischen Unternehmers Kemal Şahin. Der Hauptsitz des 1984 gegründeten, international aktiven Mischkonzerns befindet sich heute in Istanbul.
Erstes Unternehmen der Gruppe war das deutsche Handelsunternehmen Santex, heute mit Sitz in Würselen, das Şahin 1982 als Geschenkeladen gründete. Später kamen immer mehr türkische Textilfirmen in die Holding, die so zu einer vertikal integrierten Produktions- und Handelsgruppe für Bekleidung wurde. Vor allem im deutschsprachigen Raum war das Unternehmen auch mit der Einzelhandelskette Adessa präsent. In der Türkei erweiterte die Holding ab den 1990er-Jahren ihre Tätigkeiten zunehmend über die Textilindustrie hinaus. Wegen wirtschaftlicher Probleme Ende der 2000er-Jahre strukturierte die Holding das Textilgeschäft um, die Kette Adessa wurde nach der Insolvenz 2009 als Vestino weitergeführt.
Die Textilunternehmen der Holding produzieren überwiegend unter Handelsmarken für den europäischen und amerikanischen Markt und beliefern Modeketten wie Zara, Gap oder Primark. Daneben ist die Holding mit lizenzierter Bekleidung, etwa von Disney oder Warner Brothers, erfolgreich. Die Geschäftstätigkeit umfasst verschiedene Branchen wie Textilhandel und -herstellung, Tourismus, Catering, Bauindustrie und Energieerzeugung.

## Geschichte

### Gründung und Wachstumsphase
Kemal Şahin kam 1972/73 mit einem Stipendium nach Deutschland, um in Aachen zu studieren. Nach dem Abschluss seines Metallurgiestudiums bekam er allerdings keine Arbeitserlaubnis und wurde aufgefordert, das Land zu verlassen. Mit dem Geld, das er sich in den Semesterferien verdient hatte, eröffnete Şahin 1982 einen kleinen Geschenkeladen in Aachen, um der Abschiebung zu entgehen. Er erzählt selber, die Anfangszeit sei schwer gewesen: Er habe 18 Stunden pro Tag gearbeitet und alles selber organisiert, Unterstützung von Banken oder aus öffentlichen Programmen habe er nicht bekommen. Nachdem er auch Probleme mit seinen Lieferanten hatte, gründete er mit der Unterstützung seiner Familie eine kleine Textilfirma in der Türkei. 1983 machte er schon eine Million Mark Umsatz.
1984 ging Şahin zurück in die Türkei und gründete die Şahinler Holding, in der er immer mehr Firmen zusammenfasste. Bis etwa 1990 wuchs der Absatz besonders stark in Deutschland, danach dehnte die Holding ihren Vertrieb vermehrt auf Mitteleuropa und in die USA aus. Zehn Jahre nach der Gründung umfasste sie 17 Unternehmen mit etwa 6.000 Beschäftigten, davon 1000 in Deutschland, und erwirtschaftete etwa 900 Mio. DM Umsatz. Sie umfasste damals etwa zehn Textilhersteller verschiedener Größe und Spezialisierung in der Türkei. Die größte war Şahinler Mensucat, gegründet 1986 als Färberei in Çorlu und später um eine Maschen- und Webwarenproduktion erweitert, mit fast 1000 Angestellten. Wie viele der Betriebe verkaufte Mensucat ihre Produkte vor allem an die Handelsunternehmen von Şahinler in Westeuropa. Das wichtigste davon war die deutsche Santex-Gruppe mit Sitz in Aachen, die die Waren über den Großhandel und in die eigene Einzelhandelskette Adessa vertrieb.
1997 beschäftigte die Şahinler Holding 9500 Menschen und erwirtschaftete eine Umsatz von 1,4 Mrd. Mark. Die Produktionsunternehmen der Gruppe waren sehr exportorientiert und hatten zusammengenommen die größte Färberei- und Wirkerei-Kapazität der Türkei. Etwa 70 % des Umsatzes entstanden über die Produktion unter Handelsmarken im Auftrag anderer Handelsunternehmen, der Rest über eigene Modelabels und Vertriebskanäle. Im Herbst 1998 wurde der Grundstein für einen eigenen Gewerbe- und Freihandelszone in Ostthrakien bei Çorlu gelegt (Avrupa Serbest Bölgesi ASB, ‚Europäische Freihandelszone‘), der 2003 von Recep Tayyip Erdoğan eröffnet wurde. Etwa 10 % der Gewerbeflächen waren für Şahinler-Firmen reserviert, zum Projekt gehörte auch der Aufbau einer eigenen Energieversorgung und einer Fachschule für Textiltechnik.
1998 stieg der Umsatz auf 1,65 Mrd. Mark, der größte Bereich waren dabei die Produktionsunternehmen in der Türkei. Die Santex-Tochter Adessa betrieb in diesem Jahr 176 Filialen in Deutschland und weitere 84 in Österreich. Das Filialnetz sollte vor allem in Osteuropa ausgebaut werden. Santex begann damit, Lizenzprodukte zu produzieren und vertreiben, etwa mit Lizenzen von Disney, MTV oder Sailor Moon. Im Geschäftsjahr 1999 beschäftigte die Holding 11.000 Menschen, der Umsatz steig auf 1,8 Mrd. Mark, wovon 90 % aus den Textil- und Bekleidungsgeschäften kamen. Besonders das Lizenzgeschäft in Westeuropa mit den Marken von Disney und Warner Brothers wuchs stark an. Anfang 2000 benannte sich die Santex-Gruppe mit Sitz in Würselen in Şahinler Group um. Die Einzelhandelskette Adessa wuchs ab 2000 langsamer. Anfang 2001 betrieb sie insgesamt 348 Filialen, davon 229 in Deutschland, 101 in Österreich und 16 in der Schweiz. Adessa vertrieb zu 70 % Produkte, die von Şahinler hergestellt wurden, drei Fabriken produzierten exklusiv für die Kette. Wichtigste Warengruppen waren die Damen- und Kinderoberbekleidung (65 % bzw. 25 %), preislich waren die Läden im unteren bis mittleren Segment angesiedelt.
2001 sanken die Umsätze der Holding, 2002 stiegen sie dann wieder an, auf 1,15 Mrd. Euro. Adessa und Santex schrumpften leicht. Gleichzeitig erweiterte der Konzern seine Produktionskapazitäten mit neuen Standorten in Osteuropa, insgesamt beschäftige er 12.000 Menschen. Die Umsätze stiegen kontinuierlich an, 2007 erwirtschaftete man 1,3 Mrd. Euro.

### Krise und Konsolidierung
In der weltweiten Rezession Ende der 2000er-Jahre kam die Holding in finanzielle Schwierigkeiten. 2008 sank der Umsatz, die Gruppe soll 150 Millionen Lira Schulden gehabt haben. Şahin begründete die Probleme im Textilsektor mit dem ungünstigen Wechselkursen und der allgemein schlechten Wirtschaftslage. Im Februar 2009 stellte Adessa einen Insolvenzantrag, da die Umsätze stark zurückgegangen waren. Zunächst plante man nur die Schließung von 47 der verbliebenen 130 Standorte in Deutschland, später sollten dann alle Filialen geschlossen und etwa 900 Menschen entlassen werden. Adessa in Österreich und in der Schweiz ging es ähnlich. Schließlich übernahm Şahinler über die Tochtergesellschaft Sanline Moden 73 der Filialen, die restlichen Läden wurden geschlossen oder verkauft, etwa 13 in Österreich an Fussl und sechs an NKD. Die im Konzern verbliebenen Läden wurden unter dem Namen Vestino neu aufgestellt, man führte nun keine Kinderbekleidung mehr. In der Türkei legte der Konzern einige kleinere Fabriken zusammen und entließ etwa 1000 Menschen. Die Produktion wurde in den Firmen Modavizyon und Bilkont gebündelt, man konzentrierte sich zunehmend auf Private-Label-Produktion für Handelskonzerne wie Zara, Best Seller, Tommy Hilfiger oder Gap.
Die Şahinler Holding stabilisierte sich in den folgenden Jahren, 2012 lag der Umsatz bei 1,17 Mrd. Euro. Wichtige Kunden des Konzerns waren Zara und Primark, außerdem designte und produzierte Şahinler weiter die erfolgreichen Comic-Lizenzprodukte. Vestino wurde in eine reine Damenoberbekleidungskette umgewandelt. Zu Şahinler gehörten 2013 weltweit 15 Textilfabriken mit etwa 10.000 Beschäftigten, zwei Werke in Ägypten und eins in Jordanien produzierten nur für den amerikanischen Markt.
Nach Angaben Şahins lag der Umsatz der Holding 2018 bei einer Milliarde US-Dollar, wichtigste Sparte des Konzerns bleibe das Textilgeschäft. Durch die starke Auslandsorientierung sei er von der Währungs- und Schuldenkrise in der Türkei nicht so stark betroffen, nur die inländischen Immobiliengeschäfte hätten gelitten.

## Tochterunternehmen
Zur Sahinler Holding gehören die türkischen Töchter (Stand 2021)
- Modavizyon Tekstil Sanayi ve Ticaret A.Ş.: 1991 gegründeter Hersteller gewirkter Oberbekleidung mit vier Werken in Edirne, Ergene, Havsa und der Freihandelszone bei Çorlu,[21][22]
- Bilkont Dış Ticaret ve Tekstil Sanayi A.Ş.: 1994 gegründetes Spinnerei-, Färberei- und Wirkereiunternehmen mit Werk in Çorlu,[23][24]
- San-Tur Turizm A.Ş. betreibt eine Hotelanlage (Club Megasaray) mit 1.200 Betten in Belek an der Türkischen Riviera,[25]
- Bilkont İnşaat A.Ş., Şahinler İnşaat Tic. ve San. A.Ş. und Şahinler Proje Mühendislik Mimarlık Ltd. Şti.: Unternehmen in der Bauwirtschaft,
- Şahinler Enerji Elektrik Üretim A.Ş., Kraftwerksbetreiber,[26]
- Avrupa Serbest Bölgesi Kurucu ve İşleticisi A.Ş., Betreiberunternehmen der Freihandelszone ASB,[27]
- Servit Bilişim Hizmetleri A.Ş., EDV-Unternehmen,[28]
- Şahinler Sigorta Aracılık Hizmeti Ltd. Şti., Versicherungsunternehmen,[29]
- Teyvaş Toplu Yemek Hizmetleri Sanayi Ve Ticaret A.Ş., Cateringunternehmen.[30]

International ist die Holding in der Produktion und Vermarktung von Bekleidung tätig. Aktive Tochterunternehmen sind
- Santex Moden GmbH, das 1982 gegründete Handelsunternehmen mit Sitz in Würselen, und Santex France S.A.S. mit Sitz in Neuville-en-Ferrain, beide designen und vertreiben überwiegend Lizenz-Bekleidung,[31][32]
- Şahinler Bulgaria OOD, Wirkwarenhersteller in Kardschali, Bulgarien,[33]
- Şahinler Egypt S.A.E., Bekleidungshersteller in New Borg El Arab bei Alexandria.[34]